# Katedra w Cesenie
Katedra w Cesenie (wł.: Duomo di Cesena) – kościół rzymskokatolicki w Cesenie (Emilia-Romania, Włochy) poświęcony Świętemu Janowi Chrzcicielowi. Katedra zlokalizowana jest w centrum miasta, przy placu Piazza Liberta. Świątynia jest siedzibą diecezji Cesena-Sarsina.

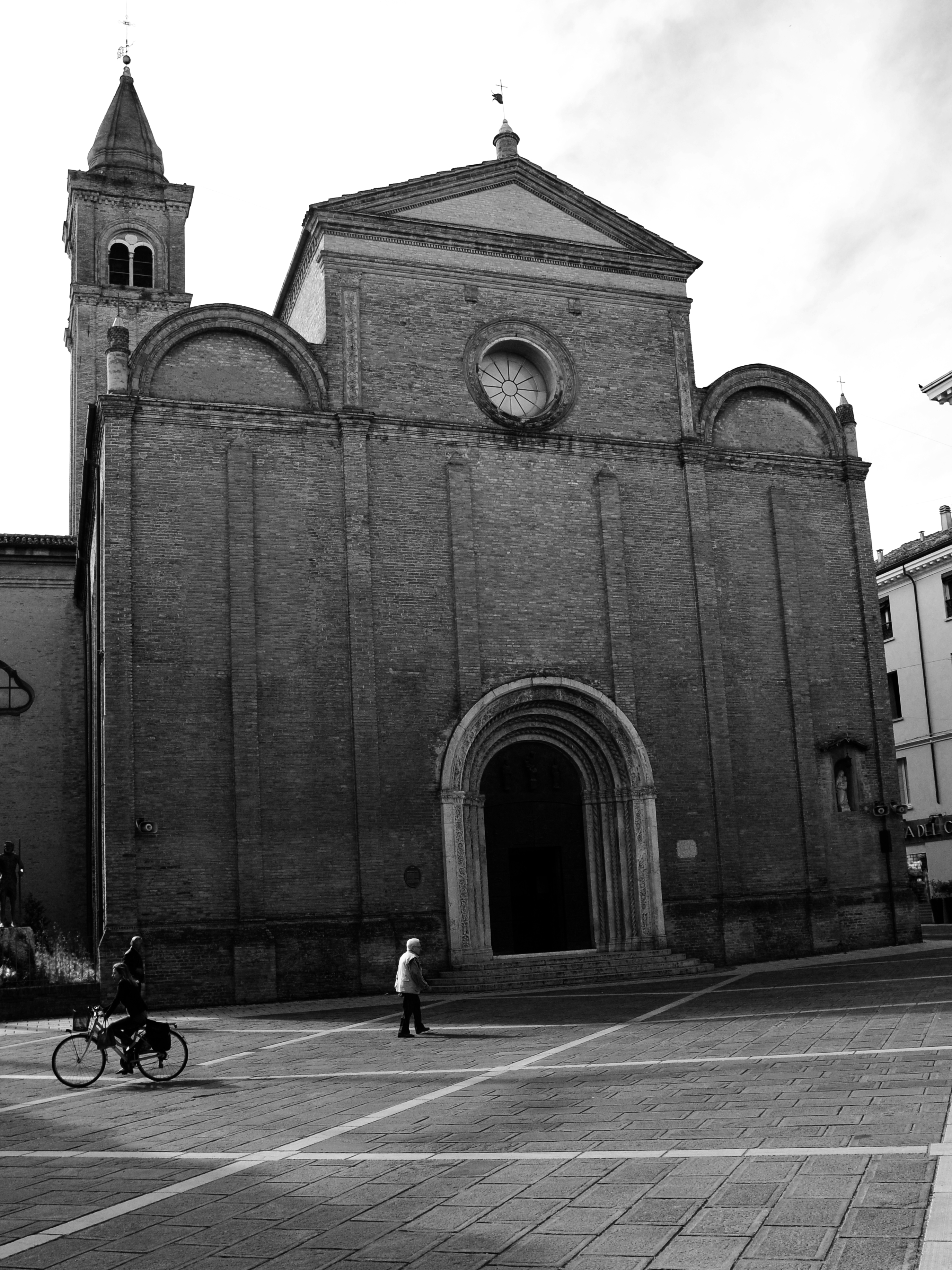
Facciata della cattedrale di Cesena

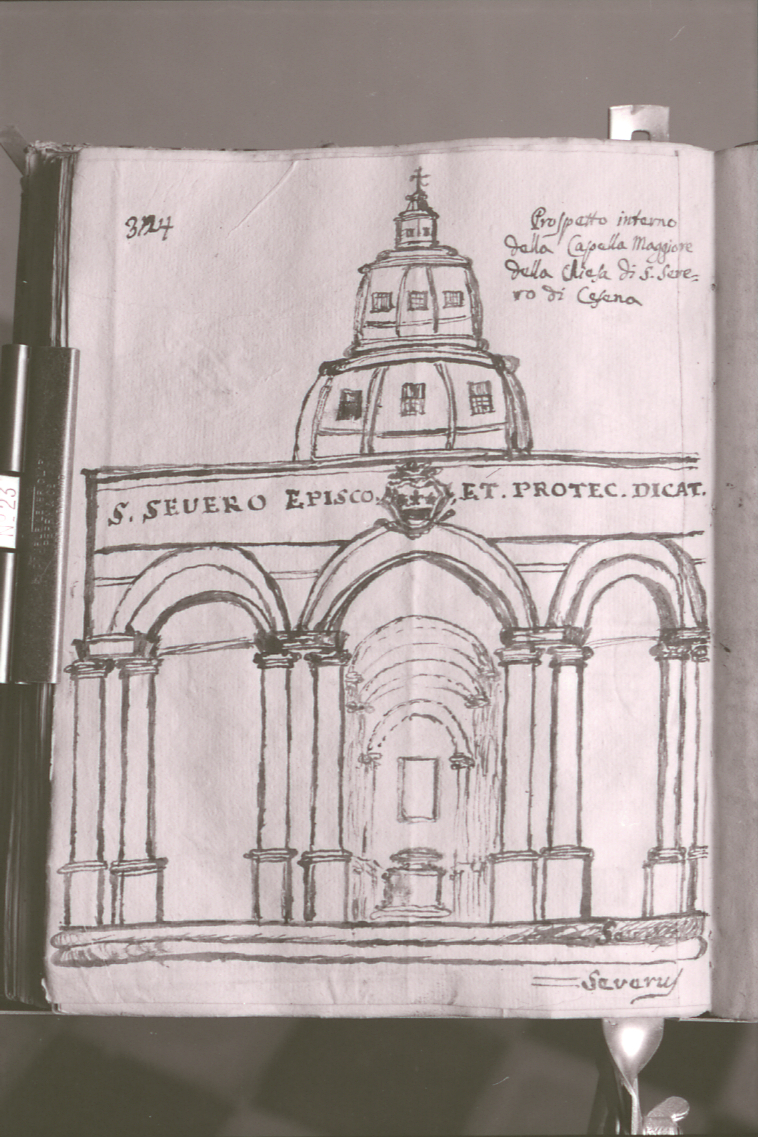
Starożytny rysunek zniszczonego kościoła San Severo na zdjęciu Paolo Monti, 1972.

## Historia
Kościół został ufundowany przez papieża Urbana VI w roku 1368. Budowa została rozpoczęta w roku 1385. Prace ukończono około roku 1405. Nie jest znana data konsekracji, ale historyczne źródła dowodzą, iż już w roku 1398 odbywały się w katedrze nabożeństwa.

## Budowla
Świątynia wykonana jest w stylu gotycko-romańskim. Uderzająco prosty wygląd romańskiej fasady został urozmaicony ośmioma pilastrami. Nieliczne ozdoby fasady to tablica z inskrypcją papieża Piusa VI oraz posąg Madonna z Dzieciątkiem z 1510 roku wykonany przez Vincenzo Gottardiego.
Wyjątkowo cenną częścią wnętrza jest kaplica Cappella della Madonna del Popolo z rokokowymi freskami autorstwa Corrado Giaquinto.